# Raum (Geschichtswissenschaft)
Unter dem Terminus Raum wird in der Geschichtswissenschaft nicht länger nur der architektonische Raum verstanden, sondern auch der nicht unbedingt ersichtliche Raum, in dem gesellschaftliche Interaktionen stattfinden.

## Begriffe

### Raumtheorie
Die Raumtheorie beschreibt das Verständnis für Raum in der Geschichtswissenschaft. Der Raum in der Geschichte erfasst damit neben dem architektonischen Raum (z. B. Haus, Zimmer), also dem sichtbaren Raum, auch den nicht unbedingt sichtbaren Raum, der durch Gesellschaften kreiert wird. Das 2003 erschienene Zitat von Karl Schlögel beschreibt diesen Sachverhalt sehr gut:
„Die Geschichte spielt nicht nur in der Zeit, sondern auch im Raum.“
Dieses Zitat verdeutlicht, dass Geschichte von Menschen, Kulturen oder auch Nationen immer in einem spezifischen Raum spielt. So wird das Verständnis für den nicht sichtbaren Raum erkennbar, daher ist auch die Rede von sozialem, physisch-geografischem und mentalem Raum.
- Der soziale Raum, auch der gelebte Raum, beschäftigt sich mit dem gesellschaftlichen Raum, der entsteht sobald Individuen zusammenleben bzw. sich gruppieren. In der Ur- und Frühgeschichte lag der Fokus vor allem auf Naturräumen. So wurden die Grenzen zwischen sozialen Gruppen zunächst durch Gewässer, Wälder und Höhenzüge gezogen, dies änderte sich allerdings mit der modernen Zeit. Neben den natürlichen Grenzen existieren auch die symbolischen Identifikationspunkte und Merkzeichen, beispielsweise Sprache und Religion.[1]

- Bei dem physisch-geographischen Raum, auch wahrgenommener Raum, handelt es sich um die Naturgegebenheiten menschlicher Geschichte. Im Gegensatz zum sozialen Raum bezeichnet der physisch-geographische Raum ein sogenanntes Behältnis, unter dem man sich ein Haus, einen Platz oder ein Schlachtfeld vorstellen kann.[1]

- Der mentale Raum, auch der konzipierte Raum, ist ein nicht unbedingt ersichtlicher Raum, da dieser Raum erst durch Gedanken entsteht. Der mentale Raum wird daher durch das Kreieren von Bildern sichtbar, was dafür sorgt, den erlebten Raum zu begreifen. Die Vorstellungen und Zuschreibungen, die auf Räume anspielen und diese hervorbringen, formen daher den mentalen Raum.[1]

### Geopolitik
Die Geopolitik bezieht sich im Allgemeinen auf raumbezogene und politische Gegebenheiten. Somit spielt die Geopolitik eine besondere Rolle in Bezug auf räumliche Bedingungen für die Erklärung politischer Strukturen und Prozesse, vor allem im internationalen Kontext. Damit erscheint die Geopolitik als eine kulturelle Operation, da sie auf ökonomischer Ebene nicht mehr wie ein Stoffwechselprozess zwischen Natur und Gesellschaft agiert. Dies kann dadurch erläutert werden, dass es nicht mehr um den Kampf von Ressourcen geht, sondern um imperiale bzw. globale Projekte, in denen es um Machtausbreitung einer bestimmten Gruppe geht. Ein gutes Beispiel hierfür ist der Platz an der Sonne, der vom damaligen Staatssekretär des Auswärtigen Amtes des Deutschen Kaiserreiches Bernhard von Bülow (1849–1929) im Kontext der Kolonialpolitik.

### Spatial turn
Der Spatial turn, auch topologische Wende, verweist allgemein gesehen auf ein Interesse für Raum innerhalb der Kultur- und Sozialwissenschaften. Seit den 1980er Jahren ist der Spatial turn ein diskutierter Umbruch des französischen Philosophen Michel Foucault, welcher den Raum als kulturelle Größe wahrnimmt. Dementsprechend rückt der Fokus für Räume als historische Ereignisse zusammen mit der Wahrnehmung von Raum in Karten, Modellen und Kultur in den Vordergrund. Als kultureller oder historischer Code fokussiert sich der Spatial turn auf den konkreten Raum vom Interieur bis hin zur Landschaft oder vom gelebten Raum bis zum abgebildeten Raum. Somit umfasst der Spatial turn Aspekte einer Kultur innerhalb eines eigenen hermeneutischen und semiotischen Feldes.
Ebenfalls findet der Begriff Spatial turn, vor allem durch das Wort turn, das ein Paradigmenwechsel beschreiben soll, und damit den Raum ins Zentrum der Forschung schiebt, Kritik in der Wissenschaft. Allerdings ist von Belang, dass der Spatial turn nicht unbedingt der Anfang aller Wenden ist, sondern vorerst als ein sogenannter explanativer Verständigungsbegriff in der Kontroversen der postmarxistischen Theoretiker erfasst werden sollte. Zudem ist bislang noch keine selbstständige Anthologie zu diesem Terminus erschienen. Jedoch wird mit dem Begriff Spatial turn auch die Raumtheorie innerhalb der Geschichtswissenschaft betitelt.

## Historische Entwicklung
Lange Zeit erhielt der Raum in der deutschen Geschichtswissenschaft eine eher negative Resonanz, da dieser in Verbindung mit Geopolitik, Imperialismus und Nationalismus gebracht wurde und damit unmittelbar im Zusammenhang mit der belastenden Vergangenheit Deutschlands identifiziert wurde. Dies sorgte dafür, dass die Raumthematik eher weniger im Fokus der Geschichtswissenschaft lag. Allerdings änderte sich dies in den letzten zwanzig Jahren durch den Spatial turn in den Kultur- und Sozialwissenschaften, wodurch die Bedeutung des Raumes in der Geschichtsforschung zunehmend an Interesse gewann.
Während des 45. Deutschen Historikertags 2004 Kommunikation und Raum wurde der Raumbegriff aufgegriffen und erhielt relativ positive Resonanzen unter den Historikern. Eine neue Publikationswelle zum Thema Raum in der Geschichtswissenschaft entstand. Bei den Studien steht vor allem die Historizität und Relativität von Räumen im Mittelpunkt, wobei der Fokus vor allem auf Raumbegriffen, wie dem sozialen, physisch-geografischen und mentalen Raum liegt. Ziel ist es, sich gegen ein physikalisches Verständnis des Raumes zu wenden und den Raum an sich als ein Ergebnis sozialer Beziehungen, welches dem Interesse und Handeln einzelner Menschen und Gruppen entspringt, zu sehen. Zudem ist es nicht ausreichend, wenn der Raum zum Untersuchungsgegenstand wird, viel wichtiger ist es von Anbeginn der Untersuchungen sich dem beschriebenen Gegenständen des Raumes zu nähern, erst dann wird die topologische Wende als Paradigmenwechsel dargestellt. So arbeitet die Geschichtswissenschaft gegenwärtig nicht mehr mit der linearen Vorstellung von Zeit, sondern eher wie von dem Historiker Reinhart Koselleck beschrieben, mit dem Zeitbegriff an sich, welcher die Wahrnehmung von Zeit im Laufe der Geschichte ändert. Zudem wurde illustriert, dass innerhalb einer Epoche verschiedene Vorstellungen von Zeit parallel existieren können. Der Raum, auch der nicht sichtbare Raum, existierte schon immer, nur hat sich das Verständnis dafür im Laufe der Geschichte entwickelt, wodurch das Bewusstsein für ein neues Raumverständnis entstanden ist.

## Neues Raumverständnis in der Geschichtswissenschaft

### Raum und Militär
Trotz des steigenden Interesses an Raum in der Geschichtsforschung wurden relativ wenige Studien mit einem raumtheoretischen Ansatz im Kontext der deutschen Militärgeschichte publiziert. Historiker wie Bernhard R. Kroener, Christoph Nübel und Peter Lieb setzten sich unter anderem mit Raum und Militärgeschichte auseinander. Insbesondere für das Militär ist das Verständnis von Raum von Interesse, da durch den sozialen, physisch-geografischen und mentalen Raum beispielsweise die militärischen Gegebenheiten an der Front in der Geschichtswissenschaft ganz anders analysiert werden können.

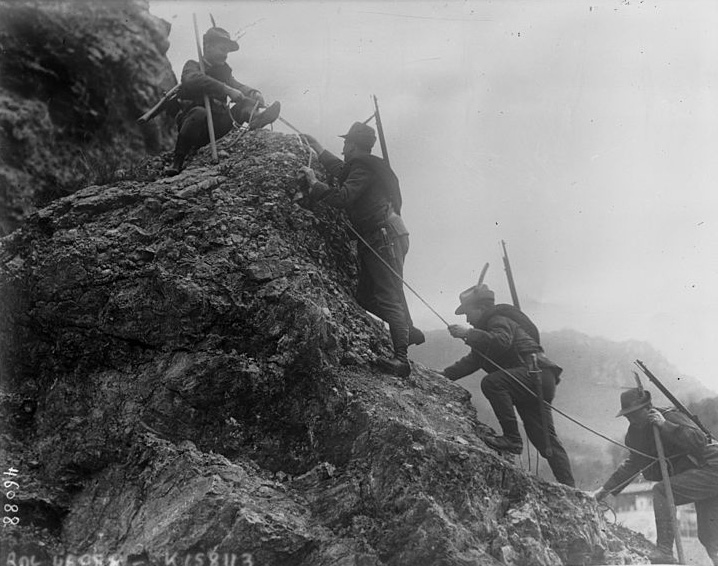
Italienische Gebirgstruppe 1915 (Beispiel für die Begrifflichkeiten Umwelt und Gelände)

Das Militär hat die Sicherheit eines Landes zu gewährleisten. Daher musste sich das Militär seither an unterschiedliche geografische Gegebenheiten des Raumes anpassen. Naturgegebenheiten, wie beispielsweise Gebirge, galten als anspruchsvoller Raum und wurden daher anfangs eher als ein Transitgebiet vom Militär gesehen. Allerdings fand ein entscheidender Wandel durch neue technische Errungenschaften statt. Mit deren Hilfe konnten andere Gelände militärisch nutzbar gemacht werden. Der physisch-geografische Raum wurde durch den Bau von Straßen, Wegen, Tunneln etc. durch Menschenhand verändert. Somit formte der Raum auch das Militär, da es sich den räumlich geografischen Gegebenheiten fügen musste, um eine Strategie im Kampf gegen den Feind auszuarbeiten. Dabei wurden insbesondere Faktoren wie Kräfte, Zeit, Raum und Informationen für das Militär immer mehr von Belang.

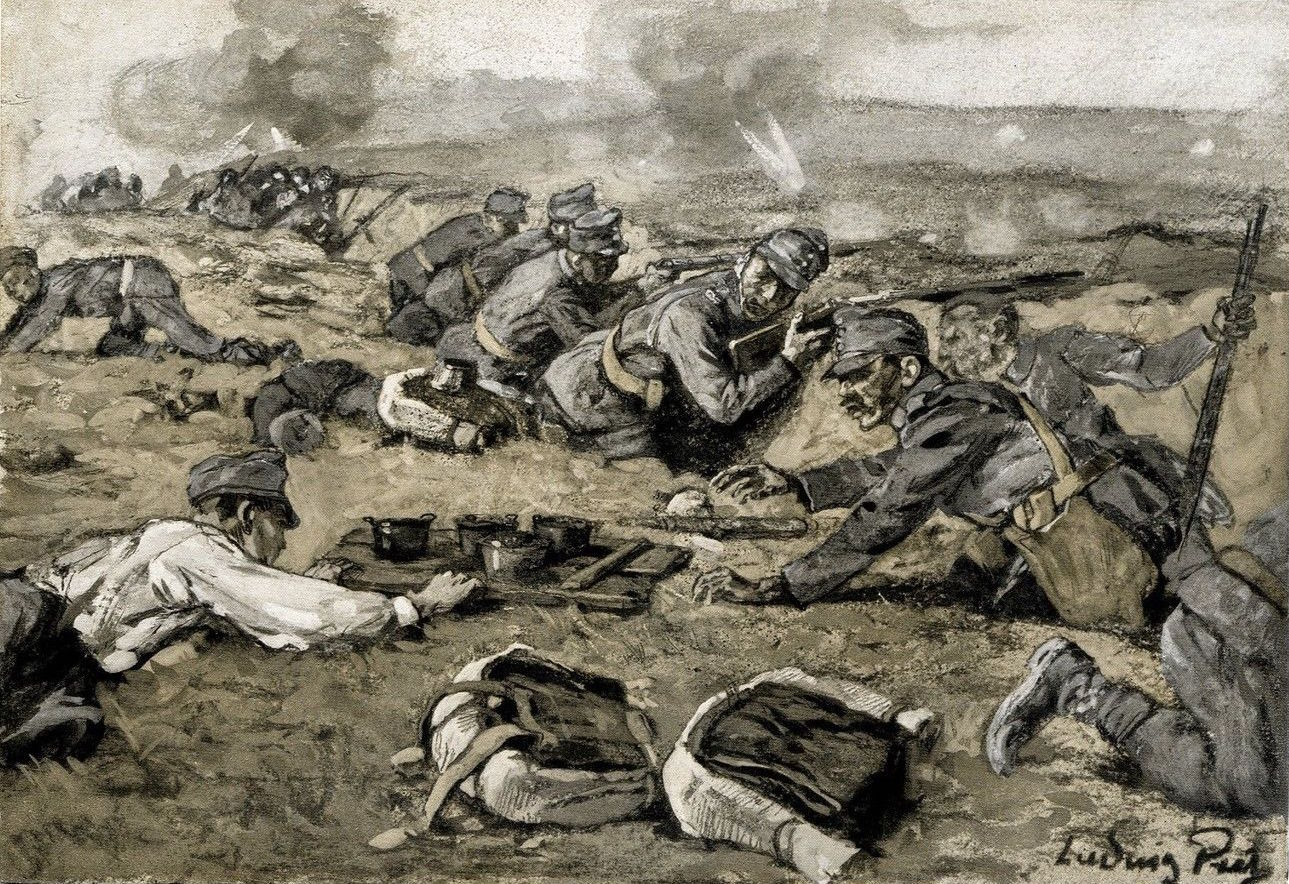
Mittag im Schützengraben 1915 (Beispiel für den physisch-geographischen, sozialen und mentalen Raum)

Die Theorie des Raumes ist durch die physisch-geographischen Faktoren, der strategisch operativen und taktischen Ebene für das Militär zu verwenden. Durch diese Informationen wurde der Raum mehr als nur ein Gelände, da die räumliche Ordnung und der Informationsraum in den Fokus rückten. Die Begriffe Schlachtfeld und Kriegstheater, die Nübel in seiner Einleitung Eine Geschichte der Kriegserfahrung 1914-1918 nennt, erläutern sehr gut, in welchem Zusammenhang Krieg und Raum in der Militärgeschichte stehen. So spielt der physisch-geografische Raum eine entscheidende Rolle in Bezug auf die Umwelt. In Zeiten des Krieges stand den Soldaten keine gängige Infrastruktur, die ihnen die Unabhängigkeit von der Natur gewährleistete, zur Verfügung. Daher waren die Soldaten gezwungen ihre Lebenssituation an die Umgebung, in der sie kämpften anzupassen. Sie schliefen in Zelten und verweilten in Schützengräben, wodurch sie den Jahreszeiten, sowie den Wetterveränderungen, wie Regen, Schnee oder extremen Temperaturen unterlegen waren. Damit waren die Soldaten abhängig von der Umwelt. Ebenfalls ist das Gelände, beispielsweise das Schlachtfeld, unter dem physisch-geographischen und unter dem mentalen Raum zu erfassen. Das Gelände beeinflusste die Kampfstrategie des Militärs, da zum Beispiel auf offenen Landschaften wie Feldern einfacher gekämpft werden konnte, als in einer Gebirgsregion. Das Feld war für die Soldaten übersichtlicher und kostete sie zudem weniger körperliche Anstrengungen, als in einer eher unübersichtlichen Gebirgsregion. Außerdem wurden die Soldaten an der Front einer ständigen Gefahr ausgesetzt. Die Anpassung an die Lebensumstände in einem bestimmten Gebiet setzte voraus, dass die Soldaten eine bestimmte Wahrnehmungs- und Vorgehensweise besaßen. Dies sorgte ebenfalls für das Konzipieren des mentalen Raumes. Ein weiterer wichtiger Begriff im Zusammenhang mit Krieg und Raum sind die Landschaften. Allerdings beziehen diese sich nicht auf das militärische Gelände, sondern auf die geschichtlichen Räume, die auf Wahrnehmung, Erinnerung und Erfahrung basieren. So prägten die Landschaften den sozialen und mentalen Raum der Soldaten im Krieg.
Auch die Tatsache, dass viele Zeitgenossen im Ersten Weltkrieg eine räumliche Methode wählten, ist darauf zurückzuführen, dass sie ein besseres Verständnis bekamen. Außerdem konnten über die Auswirkungen Buch geführt werden. Ebenso die Landschaft, das Gelände und die dortige einheimische Bevölkerung am Kriegsschauplatz wurden von den Angehörigen der Soldaten von verschiedenen Quellen und Erzählungen erheblich geprägt. Zudem wurde ein Feindbild kreiert, das durch die Wahrnehmungen der Unerbittlichkeit des Klimas und der Landschaft geprägt wurde, was wiederum dem Gemeinschaftsgefühl der Gruppe zugutekam. Damit ist das Verständnis für Raum und die Verwendung der Raumtheorie in der Geschichtswissenschaft, insbesondere für die Militärgeschichte von großer Bedeutung. Durch die Raumtheorie können militärgeschichtliche Ereignisse ganz anders analysiert werden.

### Monographien und Sammelwerke
- Bernhard R. Kroener: Krieg, Militär und Raum – Kommentar. In: Jörg Echternkamp, Wolfgang Schmidt, Thomas Vogel (Hrsg.): Perspektiven der Militärgeschichte. Raum, Gewalt und Repräsentation in historischer Forschung und Bildung. Oldenbourg Wissenschaftlicherverlag GmbH, München 2010, S. 165–170, ISBN 978-3-486-58816-3.
- Christoph Nübel: Durchhalten und Überleben an der Westfront. Raum und Körper im Ersten Weltkrieg. Ferdinand Schöningh, Paderborn 2014, ISBN 978-3-506-78083-6.
- Friedrich Ratzel: Politische Geographie oder die Geographie der Staaten, des Verkehres und des Krieges. 2. Auflage, Oldenbourg, München/Leipzig 1903.
- Jörg Döring, Tristan Thielmann (Hrsg.): Spatial Turn. Das Raumparadigma in den Kultur- und Sozialwissenschaften. 2. Auflage. Transcript, Bielefeld 2009, ISBN 978-3-89942-683-0.
- Joachim Fischer, Heike Delitz (Hrsg.): Die Architektur der Gesellschaft. Theorien für die Architektursoziologie. Transcript, Bielefeld 2009, ISBN 978-3-8376-1137-3.
- Karl Schlögel: Im Raume lesen wir die Zeit. Über Zivilisationsgeschichte und Geopolitik. Carl Hanser Verlag, München 2003, ISBN 3-446-20381-8.
- Kritische Geographie (Hrsg.): Geopolitik. Zur Ideologiekritik politischer Raumkonzepte. Promedia, Wien 2001, ISBN 3-85371-167-7.
- Michel Foucault: Andere Räume. In: Martin Wentz (Hrsg.): Stadt-Räume. Campus-Verlag, Frankfurt am Main 1991, ISBN 3-593-34578-1, S. 65–72.
- Uwe Mai: „Rasse und Raum“. Agrarpolitik, Sozial- und Raumplanung im NS-Staat. Schöningh, Paderborn u. a. 2002, ISBN 3-506-77514-6.

### Zeitschriften
- Beat Kümin and Cornelie Usborne: At Home and in the Workplace: A historical introduction to the “spatial turn”. In: History and Theory. Bd. 52, 2013, ISSN 0018-2656, S. 305–318.
- Jürgen Osterhammel: Die Wiederkehr des Raumes: Geopolitik, Geohistorie und historische Geographie. In: Neue Politische Literatur. Bd. 43, Heft 3, 1998, S. 374–397.
- Peter Lieb, Christoph Nübel (Hrsg.): Raum und Militärgeschichte. In: Militärgeschichtliche Zeitschrift. Bd. 73, Heft 2, 2015, ISSN 2196-6850, S. 277–284.
- Riccardo Bavaj: Was bringt der „Spatial Turn“ der Regionalgeschichte? Ein Beitrag zur Methodendiskussion. In: Westfälische Forschungen. Bd. 56, 2006, ISSN 0083-9027, S. 457–484.